# Brito SC
El Brito SC es un equipo de fútbol de Portugal que juega en el Campeonato de Portugal, la tercera división de fútbol del país.

## Historia
Fue fundado el 7 de julio de 1956 en el pueblo de Brito, Guimaraes del distrito de Braga y registra algunas apariciones en la desaparecida Tercera División de Portugal a inicios del siglo XXI, la última de ellas en la temporada 2013/14.
En la temporada 2019/20 logra el ascenso al Campeonato de Portugal por primera vez.

## Palmarés
- Liga Regional de Braga: 1

2004/05
- Primera División de Braga: 1

2003/04
- Copa de Braga: 1

1996/97